# Cydia derrai
Cydia derrai is een vlinder uit de familie bladrollers (Tortricidae). De wetenschappelijke naam is voor het eerst geldig gepubliceerd in 1988 door Prose.
De soort komt voor in Europa.